# 광주중앙초등학교

## 학교 연혁
- 1945년 10월 1일 일본인학교 접수 광주중앙공립국민학교(20학급) 개교
- 1952년 2월 17일 광주중앙국민학교로 개칭
- 1996년 3월 1일 광주중앙초등학교로 명칭 변경
- 1999년 8월 31일 유치원 1학급 설치
- 2006년 8월 31일 인라인스케이트장 개관
- 2013년 3월 1일 방과후 지역센터 운영
- 2016년 2월 29일 강당 리모델링
- 2020년 1월 1일 교표 변경
- 2025년 10월 1일 개교 80주년

## 학교 상징
- 교화(校花) - 목련 : 목련은 꽃 모양이 마치 연꽃과 비슷한데 나무에 핀다하여 붙여진 이름이다. 중앙인의 고귀하고 숭고한 정신을 뜻한다.
- 교목(校木) - 소나무 : 눈오는 날에도 가지마다 눈을 얹은 채 풍상고절을 겪으며 푸르른 하늘을 바치고 선 푸른 소나무는 굳건한 의지와 강인한 생명력의 표상으로 우리 중앙인의 정기이다.

## 참고 자료
- 광주중앙초등학교 - 한국교육학술정보원 학교알리미